# بولشايا مورتا (كراسنوجارسك)
بولشايا مورتا (بالروسية: Большая Мурта) هي مدينة في مقاطعة كراسنويارسك كراي في روسيا. [بحاجة لمصدر]